# Paraphylax pusillus
Paraphylax pusillus là một loài tò vò trong họ Ichneumonidae.